# Керженец (городской округ город Бор)
Керженец — посёлок в Борском городском округе Нижегородской области, входящий в Краснослободский сельсовет.

## История
С 1950 по 2004 годы Керженец имел статус посёлка городского типа.

## Население
| 2002 | 2010 |
| ---- | ---- |
| 679  | ↘520 |

## Экономика
По данным Большой советской энциклопедии в посёлке велась добыча торфа фрезерным способом.

## Транспорт
Расположен в 30 км от железнодорожной станции Моховые Горы.

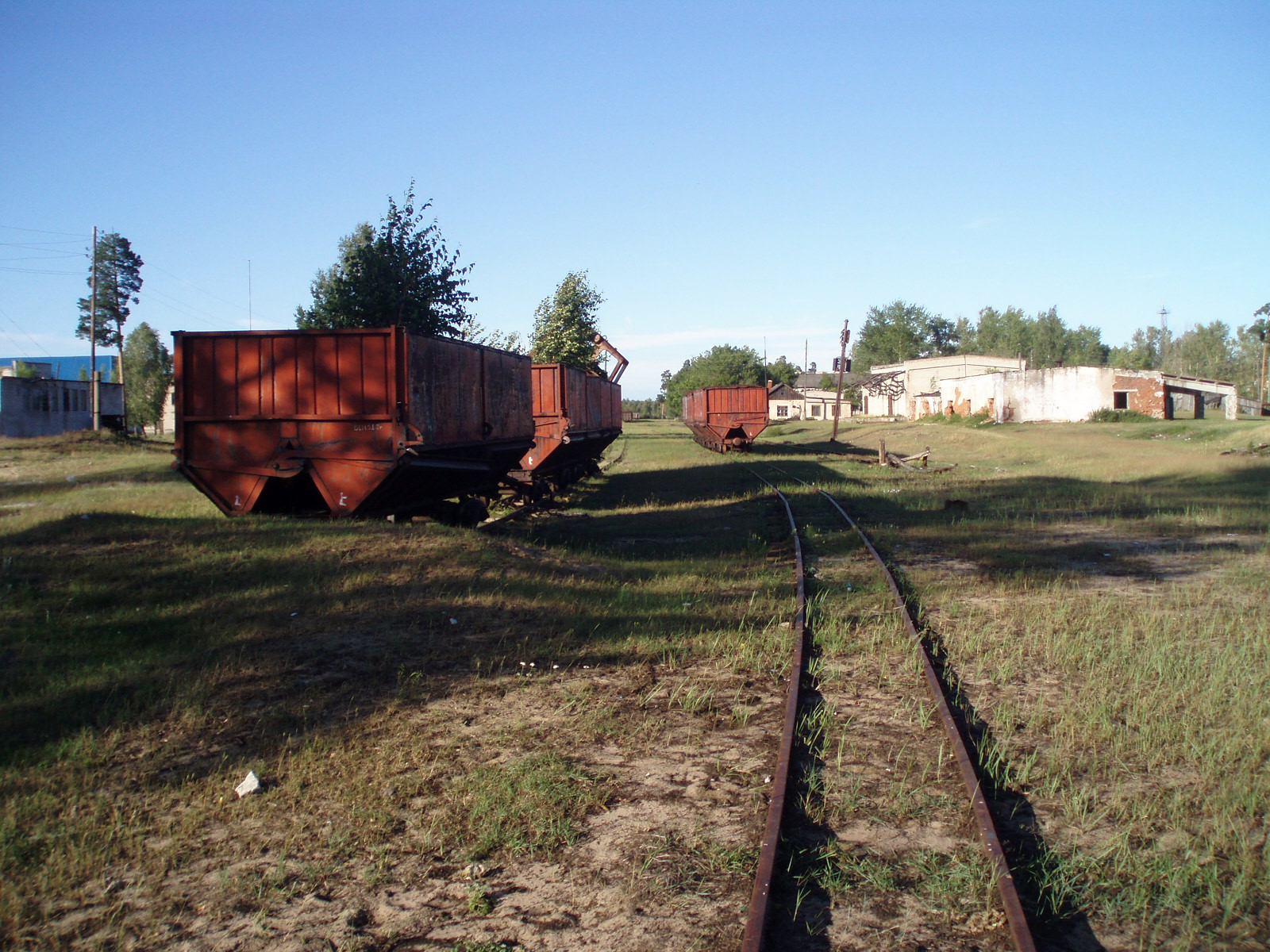
Остатки узкоколейной железной дороги торфоразработчиков
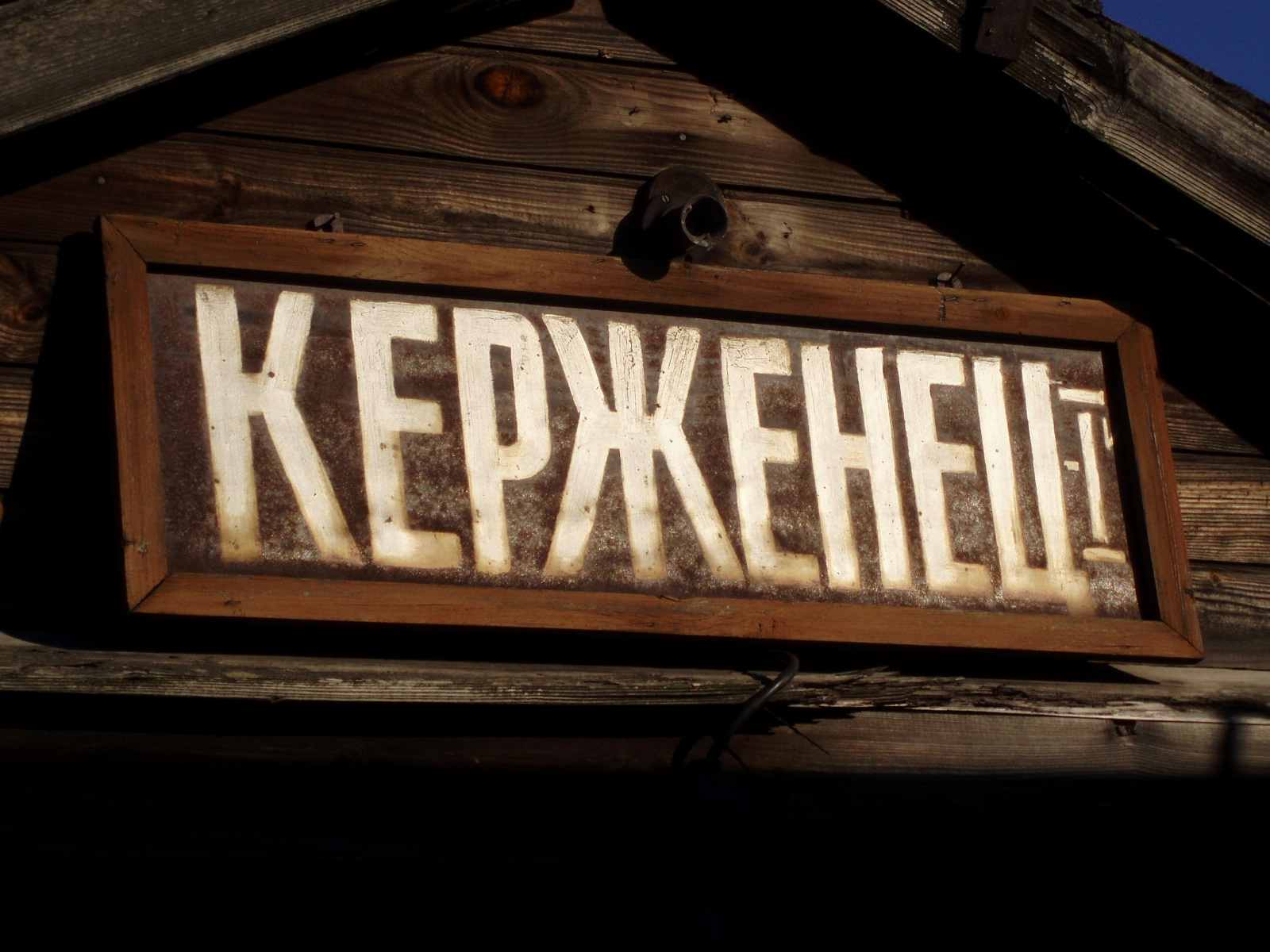
Название станции узкоколейки